# Paphiopedilum victoria-regina
Paphiopedilum victoria-regina är en orkidéart som först beskrevs av Henry Frederick Conrad Sander, och fick sitt nu gällande namn av Mark W. Wood. Paphiopedilum victoria-regina ingår i släktet Paphiopedilum och familjen orkidéer. Inga underarter finns listade i Catalogue of Life.

## Bildgalleri

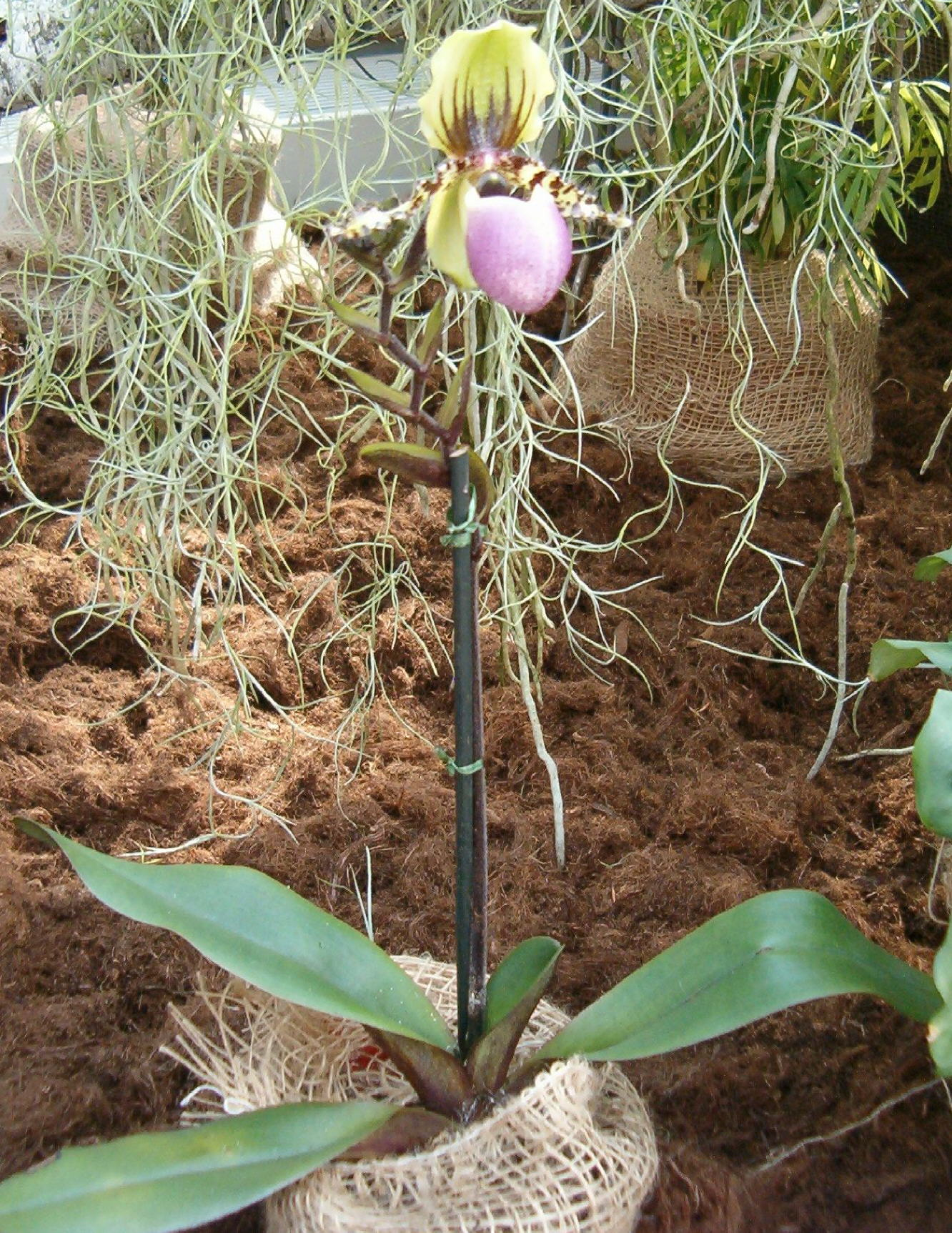
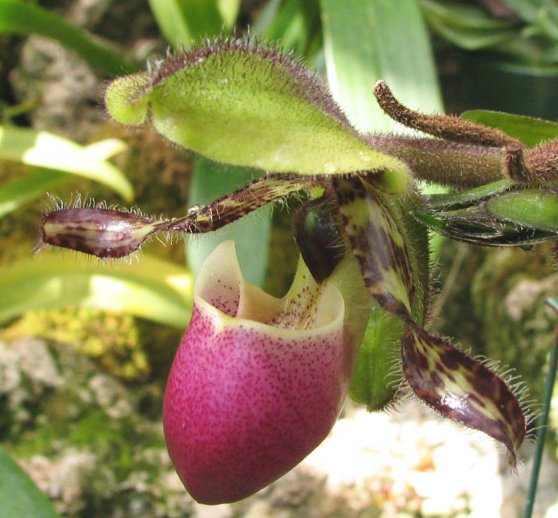
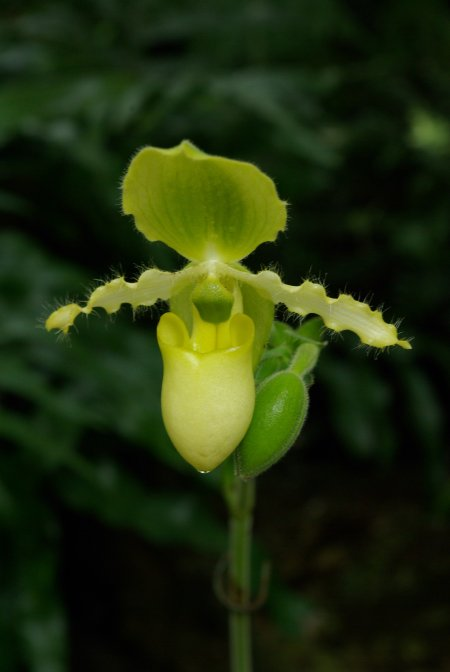
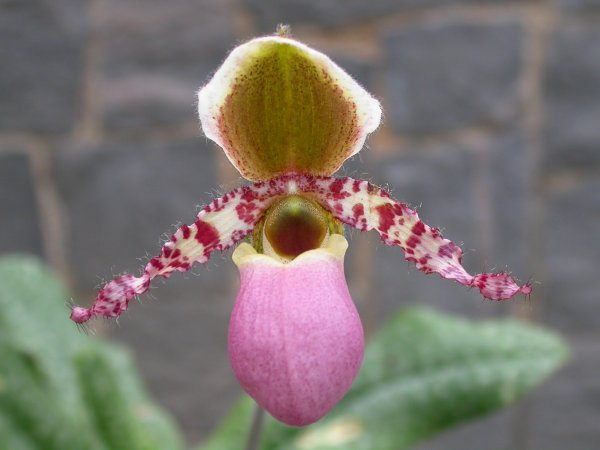
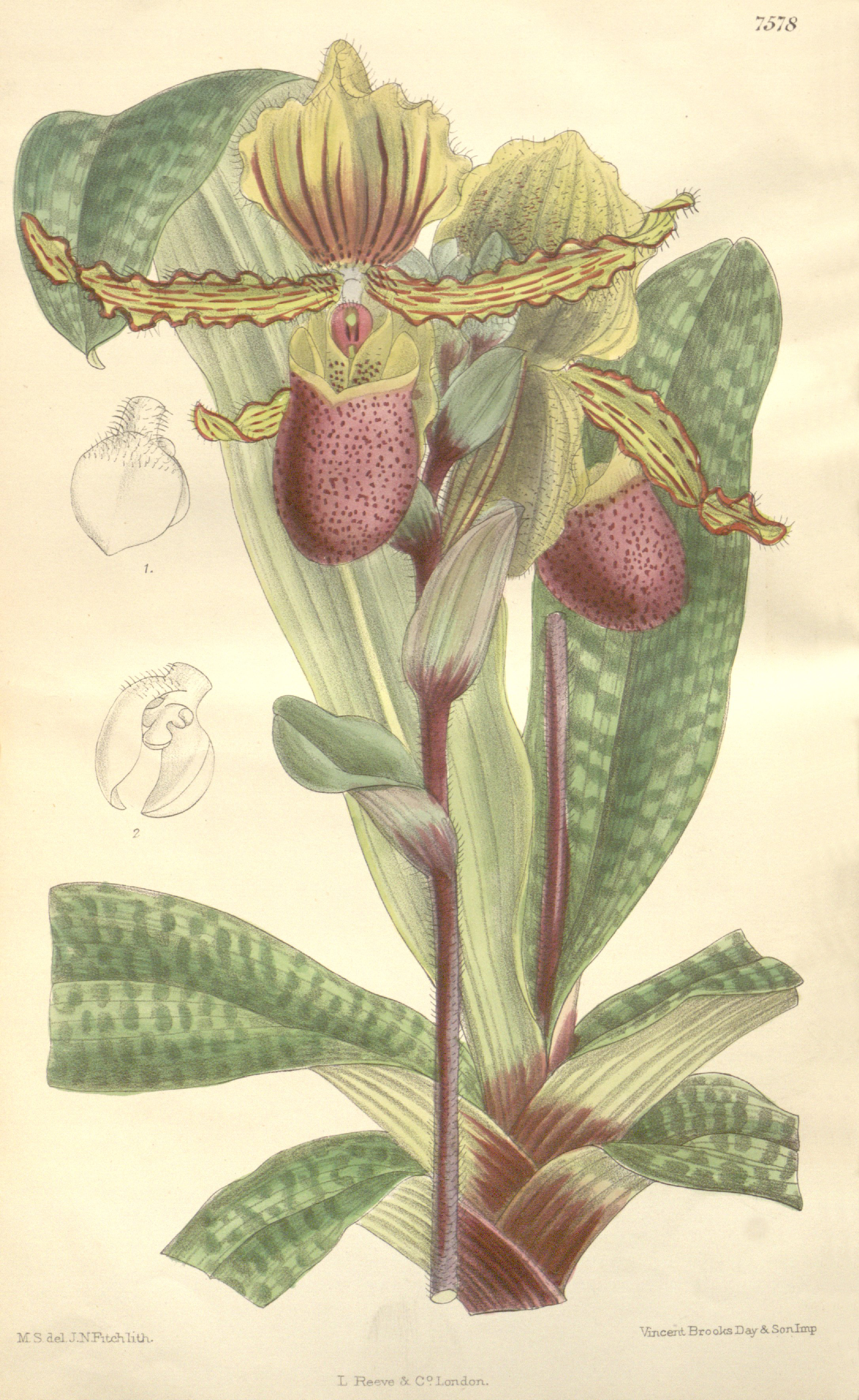
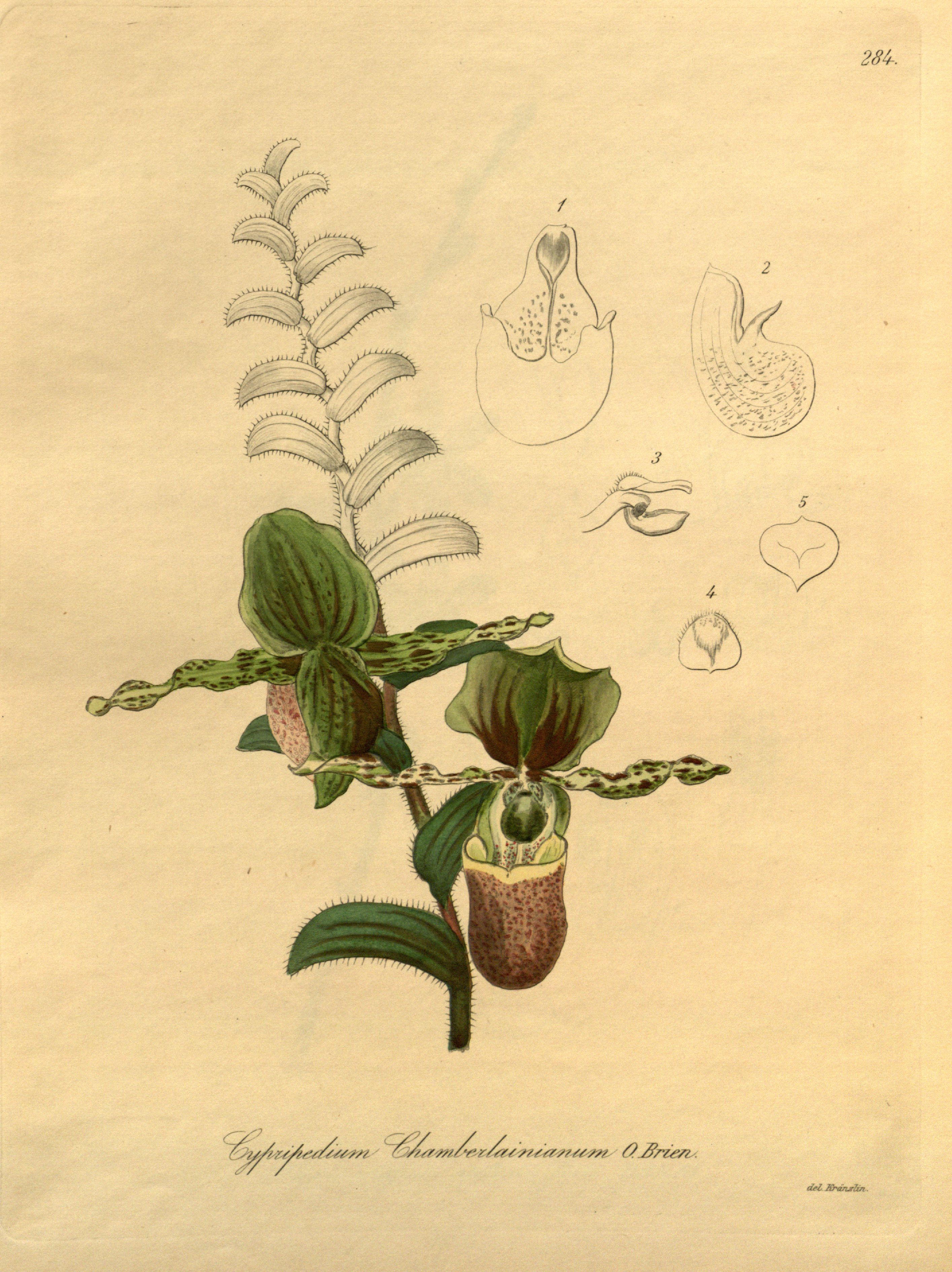